# 中炮局
中炮局也稱為當頭砲，象棋術語。是指開局的第一步是炮二平五或是炮八平五的開局。
以下紅方下的即為中炮局：
1. 炮二平五 馬２進３
2. 馬二進三 炮８平６
3. 車一平二 馬８進７

中炮局的特點是炮在棋盤五路線上，直接威脅對方五路兵和其背後的中營，是攻擊性強的開局方式，其缺點是底線三路或七路容易受到攻擊。
中炮局是相當常見的開局方式。中国象棋开局编号中將開局分為五大類，其中的B, C, D三類都是中炮局的開局方式。 
後手應對中炮局的方式有許多種，有順手炮、列手炮、屏風馬、單提馬、鴛鴦炮、反宫马等。